# Gabriel Rufián
Juan Gabriel Rufián Romero (Santa Coloma de Gramanet, 8 de febrero de 1982), más conocido como Gabriel Rufián, es un político, entrevistador y activista español. Pertenece a la plataforma Súmate, creada en 2013, que apoya la independencia de Cataluña.
Desde 2019, es portavoz de Esquerra Republicana de Catalunya en el Congreso, donde es diputado por Barcelona desde 2016.
En mayo de 2015 fue nombrado miembro del Secretariado Nacional de la Asamblea Nacional Catalana, puesto que abandonó el 30 de octubre de 2015 cuando fue elegido para encabezar la lista de Esquerra Republicana de Catalunya (ERC) por Barcelona en las elecciones generales españolas del 20 de diciembre de 2015. Fue elegido diputado al Congreso de los Diputados y es el portavoz adjunto del Grupo Parlamentario Republicano en el Congreso.
Tiene un canal de YouTube llamado La fábrica de Rufián o La fabrica 1931, en el que hace entrevistas a personas famosas o conocidas. Como político en activo, Rufián ha mantenido durante su carrera una retórica agresiva, en ocasiones descalificativa, hacia sus contrincantes.

## Biografía
Hijo y nieto de trabajadores de La Bobadilla, pedanía del municipio de Alcaudete (Jaén) y de Turón (Granada), se crio entre el barrio del Fondo de Santa Coloma de Gramanet y Badalona en una familia de izquierdas. Vive actualmente en Sabadell y es un fan declarado del Real Club Deportivo Español.
Es diplomado en Relaciones Laborales y máster en Dirección de Recursos Humanos por la Universidad Pompeu Fabra.
Antes de dedicarse a la política trabajó diez años en una empresa de Trabajo Temporal (ETT) llamada Organización Activa, que estuvo fusionada con el Grupo Cosmos, dedicado a la subcontratación en Chile, Argentina, Rumanía, India. Rufián siguió trabajando en Maipú Works SL, creada con excompañeros hasta junio de 2015.

## Trayectoria política
Está vinculado al activismo independentista primero como miembro de Súmate, una plataforma que reivindica el independentismo expresado en castellano.
En 2015 se sumó a la Asamblea Nacional Catalana y en mayo fue elegido miembro de su secretariado nacional (el octavo candidato más votado con 3910 votos). El 11 de septiembre fue uno de los protagonistas del acto Via Lliure organizado con motivo de la Diada. El 25 de septiembre participó en el mitin final de la candidatura de Junts pel Sí a las elecciones al Parlamento de Cataluña.
El 30 de octubre anunció que dejaba la dirección de la Asamblea Nacional Catalana para presentarse a las elecciones encabezando la lista de Esquerra Republicana de Cataluña en las elecciones al Congreso de Diputados del 20 de diciembre de 2015.
En mayo de 2016 fue nombrado nuevamente cabeza de lista de Esquerra para las elecciones al Congreso del 26 de junio, formando de nuevo tándem con Joan Tardà.
Ese mismo mes de mayo, se constituyó legalmente como organización política Esquerra Republicana de Catalunya-Catalunya Sí, coalición para concurrir a las Elecciones 2016, de la que fue nombrado formalmente presidente.
Ha sido colaborador habitual de tertulias de actualidad y publicado en diversos medios de comunicación. y en marzo de 2017 comenzó a colaborar en Sábado Deluxe.
El 21 de noviembre de 2018, siendo portavoz del grupo parlamentario del partido político Esquerra Republicana de Catalunya (ERC), tras ser apercibido tres veces al orden, fue expulsado del hemiciclo del Congreso por la presidenta, Ana Pastor Julián, al llamar repetidas veces «hooligan» y «el ministro más indigno de la historia» al Ministro de Asuntos Exteriores, Josep Borrell.

## Polémicas
En mayo de 2021, después de la negación de aprobación de una ley para personas transgénero en el Congreso de los Diputados, se expresó sobre los partidos PP y Vox y la religión católica: «Ustedes creen en serpientes que hablan, en palomas que embarazan y que si nos portamos mal llegará una lluvia de fuego y nos quemará. Y vienen a dar lecciones de normalidad y adoctrinamiento».
El 4 de septiembre de 2021 realizó en su programa La fábrica de Rufián una entrevista a la youtuber Esty Quesada (Soy Una Pringada). En la entrevista la YouTuber llegó a afirmar: «Lo que hay que hacer con Vox es matar», declaraciones que causaron una gran polémica, hasta el punto que desde Vox anunciaron que tomarían medidas contra Quesada por sus declaraciones y contra Rufián por haberla dejado expresarse de esa forma. Por su parte, Rufián declaró que su programa «no es un debate», que él  es «solo el espejo del entrevistado», al mismo tiempo que afirmaba: «No comparto y condeno las palabras de Esty Quesada».